# Gansu
Gansu (chinesisch 甘肅 / 甘肃, Pinyin Gānsù) ist eine Provinz der Volksrepublik China. Mit ihrem Territorium von 364.000 Quadratkilometern ist es die siebtgrößte Verwaltungseinheit Chinas, sie umfasst Gebiete zwischen dem Hochland von Tibet, dem Lössplateau und dem Plateau der Inneren Mongolei. Sie wird im Süden vom Gelben Fluss durchquert und liegt teilweise in der Wüste Gobi.
Die 27,7 Millionen Einwohner Gansus sind größtenteils Han-Chinesen, wozu große Minderheiten von Hui, Tibetern und Dongxiang hinzukommen. Die größte Stadt ist die Provinzhauptstadt Lanzhou, die sich am Gelben Fluss im Süden der Provinz befindet. Gansu gehört zu den ärmeren Regionen Chinas, wo der Bergbau zu den wichtigsten Wirtschaftszweigen zählt.
Der Name Gansu ist ein Akronym aus den Städtenamen Ganzhou (alter Name von Zhangye) und Suzhou. In der Geschichte hat Gansu als Herkunftsort der Qin-Dynastie und als Standort zahlreicher Posten der Seidenstraße Bedeutung, vgl. auch Hexi-Korridor. Die Denkmäler der Seidenstraße und der früheren chinesischen Grenzbefestigungen gegen Zentralasien gehören heute zu den touristischen Anziehungspunkten Gansus.

## Geographie und Klima

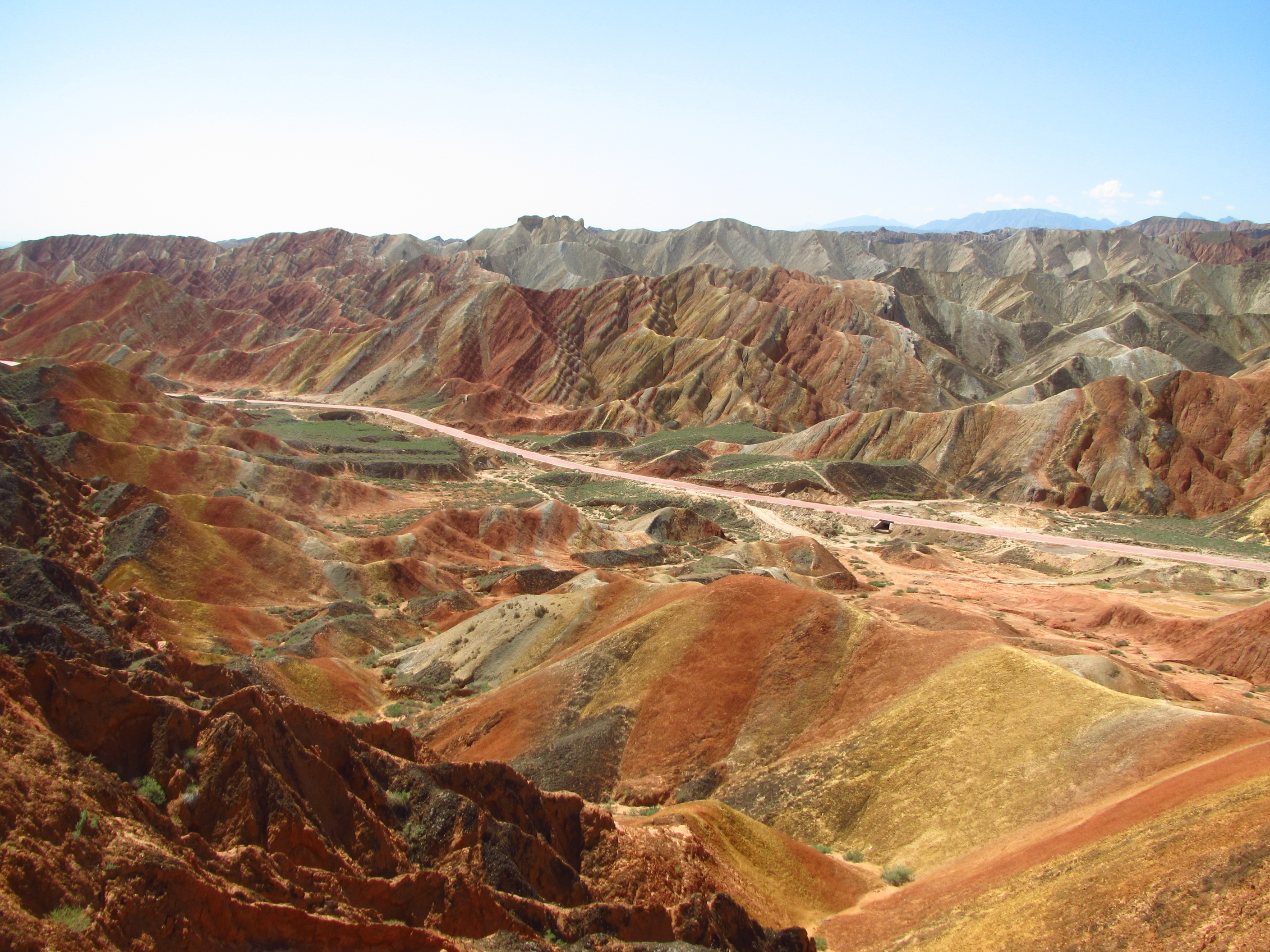
Danxia-Landschaften im Nationalen Geopark von Zhangye

Gansu umfasst ein langgestrecktes Territorium, welches von Zentralchina bis in den Nordwesten des Landes reicht und dort eine kurze Grenze mit der Mongolei hat. Im Nordwesten grenzt Gansu an Xinjiang, östlich liegen die Innere Mongolei, Ningxia und Shaanxi. Südlich und westlich schließen sich Sichuan und Qinghai an. Die Provinz umfasst eine Länge von etwa 1000 km und eine Oberfläche von 364.000 km², womit Gansu zu den größeren Provinzen Chinas gehört.
Ein großer Teil der Provinz liegt höher als 1000 m über dem Meeresspiegel. Der Westen Gansus wird durch das bis zu 5500 m hohe Qilian-Gebirge mit Wald, schneebedeckten Gipfeln und Gletscherflüssen geprägt, während sich im Norden und Osten die Wüsten Gobi und Alashan erstrecken. Im Süden der Provinz dominieren Grasland, Gebirge und Lössgebiete, hier haben die Flüsse tiefe Täler in die Landschaft geschnitten. Insgesamt bestehen etwa 70 % des Territoriums aus Gebirge oder Hochebenen. Die Schneegrenze liegt bei 4000 Metern, die Waldgrenze bei 3300 Metern, bis auf eine Höhe von 2800 Metern kommt Grasland vor. Gansu ist zum größten Teil erdbebengefährdet.
Zwischen dem Qilian-Gebirge, dem Longshoushan sowie Helishan und westlich des Wushaoling verläuft in nordwestliche Richtung der 1200 Kilometer lange Hexi-Korridor, den der Heihe und der Shule He durchfließen. Im Hexi-Korridor herrscht ein trockenes Klima, und das Gebiet besteht vorwiegend aus Halbwüsten und Wüsten. Durch Schmelzwasser aus den Gletschern des Qilianshan werden eine Reihe von Gewässern gespeist, um die herum sich Oasen mit Ackerbau und Viehzucht befinden. Der Hexi-Korridor ist seit dem Altertum ein bedeutender Verkehrsweg und war Teil der historischen Seidenstraße von Mittelchina nach Xinjiang und Mittelasien. Auch die Bahnstrecke Lanzhou–Xinjiang verläuft durch ihn.
An den nördlichen Ausläufern des Qilian-Gebirges liegt der Nationalpark Zhangye-Danxia-Geopark. Die dortige formen-, muster- und farbenreiche Landschaft entstand aus schichtweisen Formationen von rotem Sandstein aus dem Tertiär und wurde durch plattentektonische Prozesse und Erosion über Millionen Jahre gestaltet.

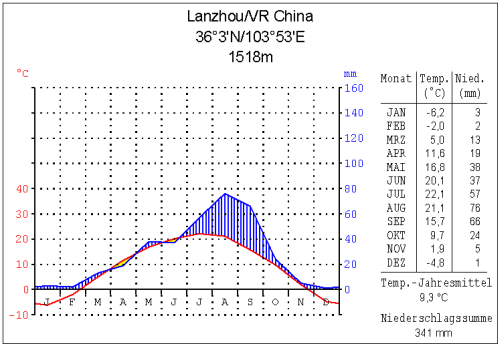
Klimadiagramm Lanzhou

Das größtenteils kontinentale Klima von Gansu ist durch große tägliche, jahreszeitliche und regionale Schwankungen gekennzeichnet. Die Jahresdurchschnittstemperatur liegt zwischen 4 °C und 14 °C, die Januartemperatur bei bis zu −26 °C und die Julitemperatur bei bis zu +26 °C. Generell gehört Gansu zu den trockeneren Gebieten Chinas, wobei sich der jährliche Niederschlag zwischen 30 mm und 700 mm bewegt. Hierbei fällt in den Sommermonaten (Juni bis August) der meiste Niederschlag. Auf dem Hochplateau liegt der Jahresniederschlag meist deutlich unterhalb von 100 mm, im Gebirge zwischen 100 und 500 mm.
Die Region, die zu Gansu gehört, ist bereits im Altertum unter dem Namen Gansu oder Hexi („westlich des Flusses“) bekannt. Der bevölkerungsreichste Teil Gansus befindet sich am Mittellauf des Gelben Flusses (Huang He), wo dieser aus den Hochplateaus Westchinas kommt. Diese Lössgebiete gehören zu den Ursprungsregionen der chinesischen Zivilisation. Im südlichen Teil Gansus macht der Huang He eine große Biegung Richtung Norden. Der nordwestliche Teil Gansus ist von Trockengebieten und Oasen geprägt, hier befindet sich der Beginn der Seidenstraße.

## Geschichte
Das Territorium des heutigen Gansu ist bereits seit 6000 Jahren besiedelt. Der Gansu-Korridor hatte während dieser Zeit immer die Verbindungsfunktion zwischen China und Zentralasien. Während der frühen chinesischen Geschichte war Gansu ein Gebiet, das nur teil- und zeitweise unter der Kontrolle der Zentralregierung lag. Während der Han-Dynastie wurde die Region nach der Vertreibung der Xiongnu erstmals Teil des chinesischen Reiches und bekam starke Entwicklungsimpulse, als der Handel über die Seidenstraße einen ersten Höhepunkt erreichte und man mit den benachbarten zentralasiatischen Völkern, aber auch mit den Römern, Handel betrieb.
Der Handel kam um das zweite Jahrhundert n. Chr. aufgrund zahlreicher kriegerischer Auseinandersetzungen jedoch zum Erliegen. Zur gleichen Zeit kam der Buddhismus über die Seidenstraße nach China und der Erfolg dieser neu eingeführten Religion ist wahrscheinlich auf die allgemeine instabile politische Lage im Land zurückzuführen. Zwei der vier größten Tempelgruppen und Tempelgrotten Chinas befinden sich heute auf dem Gebiet Gansus (Mogao-Grotten, Bingling-Tempel).
Im vierten Jahrhundert n. Chr. führte die Toba-Rebellion zu einem abrupten Ende des Handels über die Seidenstraße. Gansu wurde von mehreren Dynastien, die von den Toba abstammten oder verwandt waren, beherrscht. Aus einem dieser Toba-Herrscher ging später, im späten 6. Jahrhundert, die Sui-Dynastie hervor. Die Sui stellten die Zentralgewalt über das Reich wieder her und dehnten seine Grenzen weit über Gansu hinaus aus, wobei auch Teile der Mauer im heutigen Gansu errichtet wurden. Aus der Sui-Zeit stammt auch die Benennung der Provinz; sie wurde aus den zwei Präfekturen (州) Gan (um Zhangye) und Su (um Jiuquan) gebildet.
Die Schlacht von Gansu wurde 623 von Soldaten des Königreichs Tuyuhun und der Tang-Dynastie geschlagen. Vor und während der Schlacht lenkte der General der Tang Chai Shao die Soldaten der Tuyuhun durch einen erotischen Tanz zweier Tänzerinnen ab.
Nach dem Fall der Sui führten die Tang die Politik der Sui praktisch fort. Die Mauer wurde bis Dunhuang erweitert und das chinesische Reich wurde bis weit in den Westen, ins heutige Kirgisistan, ausgeweitet. Die chinesische Hegemonie wurde jedoch von den Turkvölkern Zentralasiens, etwa den Uiguren und von den Tibetern immer wieder bedroht. So erlitt 751 die chinesische Armee eine schwere Niederlage gegen islamische Truppen aus Zentralasien, und 781 eroberten die Tibeter Dunhuang und hielten es für mehrere Jahrzehnte.
Nach dem Ende des Uigurischen Kaganats zogen viele Uiguren nach Gansu und begründeten hier das Reich der Gansu-Uiguren, das von 848 bis 1036 bestand.
Im 10. und 11. Jahrhundert errichteten die buddhistischen Tanguten im heutigen Gansu und Ningxia mit der Westlichen Xia-Dynastie einen mächtigen Staat, der 11. Jahrhundert zusammen mit Liao Nordchina dominierte. Im Jahr 1227 wurden die inzwischen geschwächten Xia jedoch durch die Mongolen vernichtet; die Mongolen errichteten später die Yuan-Dynastie und verleibten das heutige Gansu ihrem Reich ein. Unter der mongolischen Führung kamen zahlreiche Siedler aus Zentralasien in die Region.
Unter den Ming und später den Qing wurde die Westexpansion nach und nach wieder aufgenommen, wobei Gansu und speziell die Hauptstadt Lanzhou Hauptausgangspunkt wurden. Im Jahre 1666 wurde erstmals die Provinz Gansu geschaffen. Besonders ab dem 18. Jahrhundert geriet dann das heutige Qinghai und Tibet unter die Herrschaft des chinesischen Kaiserreiches; 1781–1784 und 1862–1877 erhoben sich die muslimischen Hui-Chinesen vergeblich gegen die Herrschaft der Qing. Nach langen Auseinandersetzungen und Kriegen wurde 1757 das heutige Xinjiang dem chinesischen Reich erneut einverleibt, womit Gansu keine Grenzregion mehr war. Die relativ unterentwickelte Region war zur gleichen Zeit Zentrum von starken Ansiedelungen von Muslimen; diese wurden jedoch von den Han mit Missgunst betrachtet und es kam zu gewaltigen Unruhen der Muslime, wobei weite Teile der Region verwüstet wurden. Die Rebellionen wurden blutig unterdrückt, gingen jedoch in Gansu und dem späteren Qinghai, das damals von Gansu verwaltet wurde, bis 1895 weiter; das Resultat war eine Dezimierung der muslimischen Bevölkerung beider Gebiete.

Flagge des bis 1949 autonomen „Sultanats“ der Xibei San Ma

Nach dem Sturz der Qing-Dynastie gehörte Gansu in den 1920ern zunächst zum Gebiet des Kriegsherren Feng Yuxiang, bis dieser mit der Kuomintang brach und dafür durch KMT-Truppen und mit den KMT verbündete muslimisch-chinesische Hui-Warlords angegriffen und besiegt wurde. Deshalb herrschte ab 1928 Bürgerkrieg; die Kuomintang-Verbündeten behielten jedoch die weitgehende Kontrolle und im zweiten chinesisch-japanischen Krieg bestand in Gansu keine Gefahr japanischer Angriffe. Die erst mit Feng, dann mit den KMT verbündeten Hui-Warlords der Ma-Clique (Xibei San Ma) beherrschten 1912–1949 neben Gansu auch die Nachbarregion Qinghai. Im August und September 1949 wurde Gansu durch kommunistische Truppen erobert.
Bis 1954 waren Gansu und seine Nachbarn unter der Verwaltung des Verwaltungsrates Nordwest. Erst danach wurde Gansu wieder eigenständige Provinz; im Jahr 1958 wurde Ningxia von Gansu abgetrennt und ein eigenes Autonomes Gebiet für die Hui. Die Kommunisten begannen ein Industrialisierungsprogramm, welches vor allem durch die Fertigstellung einer Eisenbahnlinie zwischen Lanzhou und Ürümqi (1963) Impulse bekam.
Strategisch ist Gansu von höchster Bedeutung für China, so dass mehrere Einheiten der Volksbefreiungsarmee in der Provinz stationiert sind.

## Bevölkerung
| Volkszählung | Einwohnerzahl |
| ------------ | ------------- |
| 1953         | 11.093.641    |
| 1964         | 12.630.569    |
| 1982         | 19.569.261    |
| 1990         | 22.371.085    |
| 2000         | 25.124.282    |
| 2010         | 25.575.263    |
| 2020         | 25.019.831    |

Die Volkszählung 2020 ermittelte eine dauerhaft ortsansässige Bevölkerung von 25.019.831 Einwohnern in 8.769.671 Haushalten. Dies entsprach einer Bevölkerungsdichte von 68,70 Einwohnern pro Quadratkilometer. Damit gehört Gansu zu den eher dünn besiedelten Provinzen Chinas. Die Bevölkerungszählung des Jahres 2010 hatte eine Gesamtbevölkerung von 25.575.254 Personen ergeben. Zwischen 2010 und 2020 nahm die Bevölkerung der Provinz somit um 555.423 Einwohner ab. Von der Gesamtbevölkerung waren 12.700.948 (50,76 %) Männer und 12.318.883 (49,24 %) Frauen. Die gleiche Bevölkerungszählung ergab, dass 4.853.543 Personen (19,40 %) unter 14 Jahren, 15.905.297 Personen (63,57 %) zwischen 15 und 59 Jahren, 4.260.991 Personen (17,03 %) zwischen 60 und 64 Jahren und 3.147.817 Personen (12,58 %) über 65 Jahren in Gansu lebten. Die Han-Bevölkerung betrug 22.363.438 (89,38 %) und die Minderheitsbevölkerung 2.656.393 (10,62 %). Im Vergleich zur sechsten Volkszählung im Jahr 2010 ging die Han-Bevölkerung um 801.318 Personen zurück, während die Bevölkerung verschiedener ethnischer Minderheiten um 245.895 Personen zunahm.
Der Zensus des Jahres 2000 ergab, dass sich etwa 8,7 % der Bevölkerung (2,2 Millionen Personen) zu den nationalen Minderheiten zählen, wobei die drei zahlenmäßig stärksten die Hui-Chinesen (knapp 5 %), mongolische Dongxiang (knapp 2 %) und die Tibeter (knapp 2 %) sind. Daneben leben Mongolen, Kasachen, Mandschu und Salar in Gansu. Kleinere Völker, die fast ausschließlich in Gansu siedeln, sind die Bonan, Yugur und die Tu. Die letzteren beiden Völker sind dafür bekannt, dass sie ihre ursprünglichen Sprachen mehr als andere Völker erhalten haben; neben sino-tibetischen Sprachen werden in Gansu auch Turksprachen und Mongolische Sprachen gesprochen.
Bis zum Ende des 19. Jahrhunderts machten in der (damals noch Ningxia umfassenden) Provinz die Hui und andere muslimische Völker (Salar, Kasachen, Bonan, Yugur und Dongxiang) noch fast 90 % der Bevölkerung (8,35 Mio. von 9,3 Mio. Einwohnern) gegenüber buddhistischen Chinesen, Mongolen und Tanguten aus (bei allerdings unsicherer Datenlage). Etwa 90 % der heute in Gansu lebenden Han-Chinesen sind seit 1953 vor allem aus Shaanxi, Shandong, Peking und Shanghai nach Gansu gezogen, wobei der Zuzug seit den 1980er Jahren weitgehend zum Erliegen gekommen ist. Während die Angehörigen der Minderheiten tendenziell von der Viehzucht leben, sind viele Zuzügler in der Landwirtschaft beschäftigt.
Die traditionellen Religionen in Gansu sind der Lamaismus und der Islam. Mit dem Kloster Labrang befindet sich eine der bedeutendsten lamaistischen Stätten Chinas in Gansu. Es kommt gelegentlich zu religiös motivierten Unruhen.
Gemäß der Volkszählung von 2000 lag die Urbanisierung bei nur etwa 24 %, wobei die größte Stadt Lanzhou eine Einwohnerzahl von etwa 3,1 Millionen hatte. Der Anteil der in Städten lebenden Menschen ist zwischen 1978 und 2017 von 14,4 % auf 46,4 % gestiegen. Wichtige Städte sind, neben der Provinzhauptstadt Lanzhou (2.438.595 Einwohner im städtischen Bereich bei der Volkszählung 2010) Tianshui (544.441 Einwohner), Baiyin (362.363 Einwohner), Wuwei (331.370 Einwohner), Jiuquan (255.739 Einwohner), Yumen, Jiayuguan, Dunhuang, Pingliang sowie Jinchang.

## Verwaltungsgliederung
Auf Bezirksebene war Gansu bei der Volkszählung 2020 in zwölf bezirksfreie Städte und zwei autonome Bezirke gegliedert.
Unterhalb der Bezirksebene folgt die Kreisebene mit 86 Verwaltungseinheiten im Jahr 2020, davon 57 Kreise, 17 Stadtbezirke, sieben autonome Kreise und fünf Kreisstädte. Auf Gemeindeebene bestanden 1.356 Verwaltungseinheiten, darunter 127 Straßenviertel, 892 Großgemeinden, 305 Gemeinden und 32 Nationalitätengemeinden.
Fast die Hälfte der Fläche Gansus (um die Jahrtausendwende 43,2 %) sind Minderheitengebiete (nationale Gebietsautonomien). In diesen Gebieten stellen die Minderheiten etwa 56 % der Bevölkerung. Über 18 % der Fläche Gansus sind Autonomiegebiete für die Mongolen gegenüber etwa 17 % für Hui und andere muslimische Völker sowie 13 % für tibetische Stämme.
| Verwaltungs- einheit    | Chin.          | Hanyu Pinyin            | Verwaltungs- zentrum | Fläche (km²) | Einwohner (2020) |
| ----------------------- | -------------- | ----------------------- | -------------------- | ------------ | ---------------- |
| — Bezirksfreie Städte — |                |                         |                      |              |                  |
| Jiuquan                 | 酒泉市         | Jiǔquán Shì             | Suzhou               | 193.974      | 1.055.706        |
| Jiayuguan               | 嘉峪关市       | Jiāyùguān Shì           | Xiongguan            | 2.935        | 312.663          |
| Zhangye                 | 张掖市         | Zhāngyè Shì             | Ganzhou              | 39.437       | 1.131.016        |
| Jinchang                | 金昌市         | Jīnchāng Shì            | Jinchuan             | 7.569        | 438.026          |
| Wuwei                   | 武威市         | Wǔwēi Shì               | Liangzhou            | 32.517       | 1.464.955        |
| Baiyin                  | 白银市         | Báiyín Shì              | Baiyin (Stadtbezirk) | 21.159       | 1.512.110        |
| Lanzhou                 | 兰州市         | Lánzhōu Shì             | Chengguan            | 13.086       | 4.359.446        |
| Dingxi                  | 定西市         | Dìngxī Shì              | Anding               | 19.646       | 2.524.097        |
| Longnan                 | 陇南市         | Lǒngnán Shì             | Wudu                 | 27.857       | 2.407.272        |
| Tianshui                | 天水市         | Tiānshuǐ Shì            | Qinzhou              | 14.359       | 2.984.659        |
| Pingliang               | 平凉市         | Píngliàng Shì           | Kongtong             | 11.197       | 1.848.607        |
| Qingyang                | 庆阳市         | Qìngyáng Shì            | Xifeng               | 27.220       | 2.179.716        |
| — Autonome Bezirke —    |                |                         |                      |              |                  |
| Linxia                  | 临夏回族自治州 | Línxià Huízú Zìzhìzhōu  | Linxia (Stadt)       | 8.117        | 2.109.750        |
| Gannan                  | 甘南藏族自治州 | Gānnán Zāngzú Zìzhìzhōu | Hezuo                | 38.312       | 691.808          |

Anmerkungen
1. ↑  Keine offizielle, sondern eine inoffiziell gebräuchliche Verwaltungseinheit

### Größte Städte
Die zehn größten Städte der Provinz mit Einwohnerzahlen der eigentlichen städtischen Siedlung auf dem Stand der Volkszählung 2020 sind die folgenden:
| Rang | Stadt     | Einwohnerzahl |
| ---- | --------- | ------------- |
| 1    | Lanzhou   | 3.012.577     |
| 2    | Tianshui  | 752.900       |
| 3    | Wuwei     | 467.726       |
| 4    | Pingliang | 332.399       |
| 5    | Jiuquan   | 327.492       |
| 6    | Qingyang  | 318.298       |
| 7    | Linxia    | 315.082       |
| 8    | Baiyin    | 306.599       |
| 9    | Jiayuguan | 295.257       |
| 10   | Zhangye   | 278.092       |

## Wirtschaft
Im Jahr 2024 betrug das BIP pro Kopf 52816 Yuan pro Jahr (Letzter Rang unter den chinesischen Provinzen).

### Landwirtschaft
Die Landwirtschaft produziert etwa ein Fünftel des BIP, beschäftigt jedoch drei Fünftel der Arbeitskräfte. Die wichtigsten Produkte sind Getreide wie Weizen, Mais, Hirse; Reis gedeiht aus klimatischen Gründen nicht. Daneben werden Gemüse, Kartoffeln und Hülsenfrüchte, speziell Sojabohnen, angebaut. Gansu ist auch ein wichtiger Produzent von Baumwolle, Nüssen, Tabak und Hanf. In der Viehzucht dominieren die Haltung von Ziegen, Schafen, Schweinen, Rindern, Pferden, Kamelen und Yaks, etwa 30 % der Oberfläche werden als Viehweiden benutzt. Gansu ist auch als Quelle für Kräuter bekannt, welche in der traditionellen chinesischen Medizin Verwendung finden. Im Qilian-Gebirge wird Forstwirtschaft betrieben.
Die Landwirtschaft Gansus wird von Umweltzerstörung wie Bodenerosion, Austrocknung, Bodenversalzung, Überweidung und Desertifikation bedroht.

### Industrie
Die Industrie trug im Jahr 2000 45 % zum BIP bei und beschäftigte dabei weniger als 20 % der Arbeitnehmer. Es dominieren der Abbau von Rohstoffen, die Schwerindustrie sowie das Baugewerbe. Abgebaut werden vor allem Kohle, Erdöl und Erdgas, Eisenerz, Nickel, Cobalt, Zink, Platin oder Selen. Die Industrie befindet sich nach wie vor zu einem Gutteil in Staatsbesitz, die Staatsbetriebe erwirtschaften drei Viertel der Industrieproduktion. Bedeutende Industrieprodukte sind Baustoffe, petrochemische Produkte und Maschinen. Lanzhou ist das Zentrum der Industrie (Atomenergie, Ölverarbeitung, Wasserkraft), während Jiayuguan das Zentrum der Stahlherstellung Gansus ist. Auch Rüstungsbetriebe befinden sich in Gansu, unter anderem werden die chinesische Atombomben in der Provinz gebaut.

### Dienstleistungen
Das Dienstleistungsgewerbe erwirtschaftete 2000 etwa 36 % des BIP. Die wichtigsten Wirtschaftszweige sind hier der Handel und Transport; Tourismus spielt eine immer wichtigere Rolle und sind zu einer der wichtigsten Einnahmequelle für diese traditionell arme Provinz geworden. Zu den wichtigsten Sehenswürdigkeiten gehören Teile der Großen Mauer, buddhistische Höhlentempel und andere religiöse Stätten, die wilde Landschaft in der Wüste Gobi oder die Tierwelt mit Großen Pandas oder Goldaffen.

### Energie
Gansu hat ein hohes Potential zur Energiegewinnung aus Wasserkraft, und dies, obwohl es zu den trockeneren Gebieten Chinas gehört. Im Jahr 2017 wurden in Gansu etwa 134,9 Terawattstunden elektrischer Energie generiert. Etwa 63,5 Terawattstunden wurden aus Wasser- und Windkraft erzeugt; vor allem der Gelbe Fluss dient der Erzeugung elektrischer Energie. Auch gibt es ein sehr großes Potential für Windenergie, im Endausbau des Windparks Gansu sollen dort Windkraftanlage mit einer installierten Leistung von 20.000 MW ca. 50 TWh elektrische Energie liefern. Die restlichen 71,4 Terawattstunden stammen aus Wärmekraftwerken.

## Verkehr
Das Verkehrsnetz von Gansu ist sehr dünn, jedoch sind die wichtigsten Städte der Provinz gut zu erreichen. Gansus Verkehrsinfrastruktur hat für ganz China eine hohe Bedeutung, weil es wichtige Landesteile im Nordwesten an den Rest der Volksrepublik anbindet. Dazu gehören die 2300 km Bahnlinie (der Großteil davon auf der Lan-Xin-Linie von Lanzhou-Ürümqi) und die 1300 km schiffbarer Wasserwege, speziell auf dem Huang He.

## Bildung
Im Jahr 2000 lag die Analphabetenquote bei 14,3 %, was zu den schlechtesten Werten innerhalb Chinas gehört. Zwar hat sich der Wert seit 1990 stark verbessert, trotzdem bleibt mangelnde Bildung ein Problem, ganz besonders auf dem Land und bei den nationalen Minderheiten.
Die Stadt Lanzhou ist ein Bildungszentrum, wo sich mehrere Universitäten und Forschungsinstitute – unter anderem zu militärischer Forschung – befinden.

## Tourismus

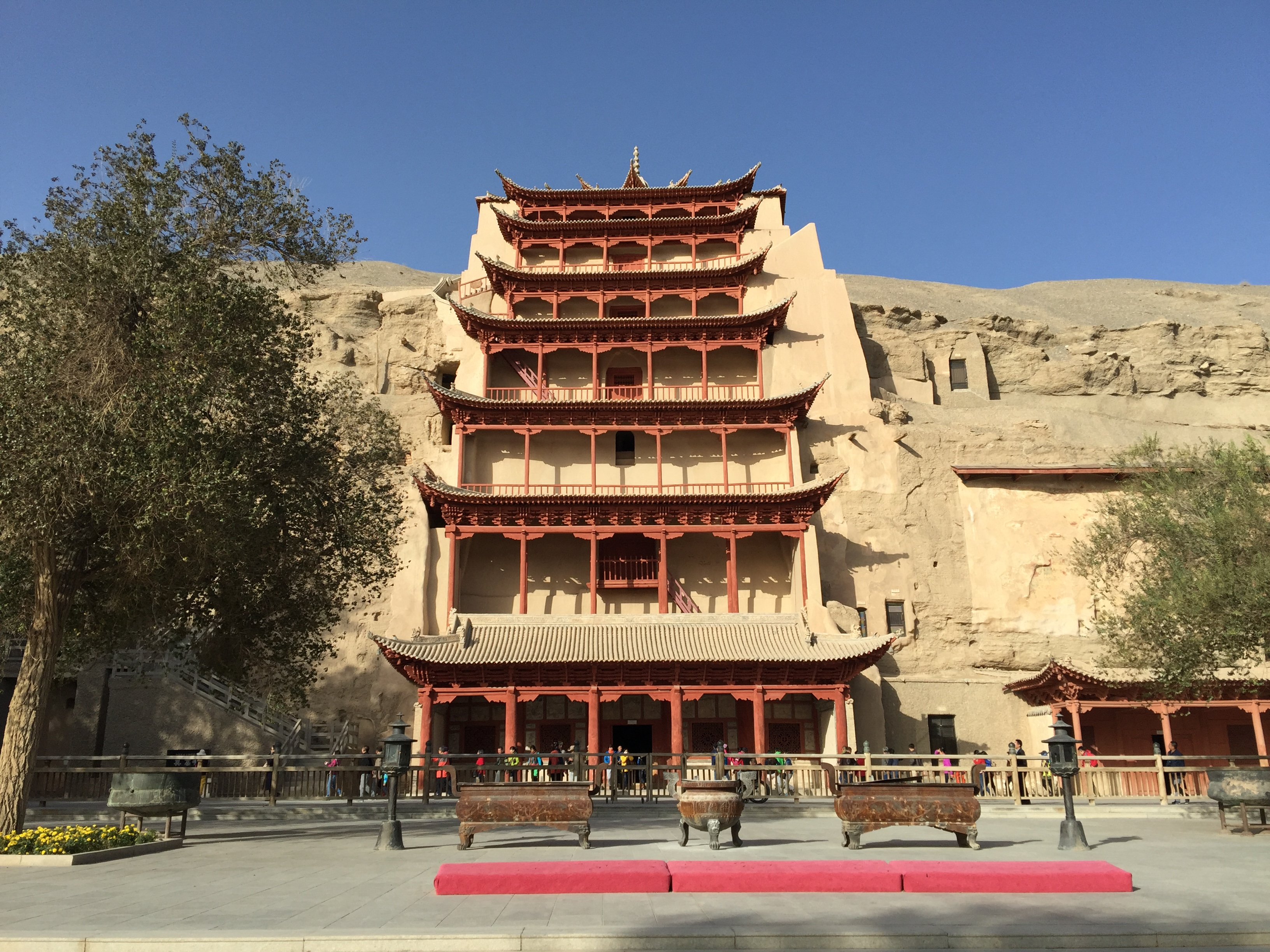
Mogao-Grotten

In der Provinz Gansu befindet sich das Westende der Chinesischen Mauer aus dem Jahr 1372. Jiayuguan ist eine Festung, die von 12 Meter hohen Mauern umgeben wird. Der Bauplan der Festung soll so genau gewesen sein, dass nur ein einziger Mauerstein übrigblieb, der bis heute hier aufbewahrt wird.
Dunhuang ist inzwischen so berühmt, dass es zum Rummelplatz verkommt: Kamelreiten, Jeep-Touren, Dünen-Surfen. Wichtigste Attraktion sind die Mogao-Grotten, 492 bis zu 1.600 Jahre alte buddhistische Höhlentempel mit 2.400 Statuen und 45.000 Quadratmeter Wandgemälden.
Die Provinzhauptstadt Lanzhou, eine Drei-Millionen-Stadt, wurde innerhalb von vier Jahrzehnten zum Industriezentrum ausgebaut. Die Stadt ist zudem Ausgangspunkt für die Verkehrswege nach Qinghai und Tibet sowie nach Xinjiang. Eingeklemmt von einer Bergkette säumt Lanzhou über zwanzig Kilometer das Südufer des Huang He.
Etwa 280 Kilometer südlich von Lanzhou befindet sich auf zirka 3.000 Meter Höhe der Ort Xiahe im gleichnamigen Verwaltungskreis. Die Gegend liegt nahe der historischen tibetischen Kulturregion Amdo, aus der auch der gegenwärtige 14. Dalai Lama (Tenzin Gyatso) kommt. Das Labrang-Kloster in Xiahe ist eines der wichtigsten tibetischen Klöster außerhalb der Grenzen des Autonomen Gebiets Tibet. Etwa 10 Kilometer von Xiahe entfernt befindet sich die Sangke-Grasebene, eine eindrucksvolle weite Graslandschaft.